# Peter-Wilhelm-Müller-Stiftung
Die Peter-Wilhelm-Müller-Stiftung war eine private deutsche Stiftung von 1881 bis 1938.

## Geschichte
Die Erben des 1881 verstorbenen Peter-Wilhelm Müller (* 5. Oktober 1788 in Mülheim an der Ruhr; † 20. Januar 1881 Frankfurt am Main) gründeten 1882 die Peter-Wilhelm-Müller-Stiftung für Wohltätigkeit und Förderung von Kunst, Wissenschaft und Gewerbe. Es wurden zum einen minderbemittelte Familien und Personen unterstützt sowie junge Menschen in künstlerischer, wissenschaftlicher und gewerblicher Ausbildung, zum anderen Leistungen mit Preisen honoriert. Die Stiftungssumme betrug 1.530.982 Mark und 82 Pfennige.
Die Unterlagen der Stiftung befinden sich heute im Institut für Stadtgeschichte im Karmeliterkloster in Frankfurt am Main. Es handelt sich dabei um Satzungen, Sachakten, Geschäftsordnung, Kassenbelege, Korrespondenzen mit auswärtigen Geschäftsstellen, Protokollbücher, Repertorien, Briefe der Frankfurter Bank  von 1881 bis 1919 und Akten über die einzelnen Stipendiaten.

## Preisträger
Ehrenpreis und Gedenkmedaille der Stiftung
| Jahr | Kategorie   | Preisrichter                                                                | Preisträger                                                 |
| ---- | ----------- | --------------------------------------------------------------------------- | ----------------------------------------------------------- |
| 1885 | Malerei     | Andreas Achenbach, Hermann Baisch, Anton von Werner                         | Adolph Menzel                                               |
| 1888 | Literatur   | Gustav Freytag, Anton Springer (?), Karl Rössler                            | Paul Heyse, Rudolf Baumbach, Ludwig Anzengruber, K.F. Meyer |
| 1891 | Philosophie | -                                                                           | nicht zustande gekommen                                     |
| 1894 | Mathematik  | Leo Koenigsberger, Max Planck, Emil Warburg                                 | Karl Weierstraß                                             |
| 1897 | Plastik     | Gustav Eberlein, Rudolf Maison, Emil Hundrieser                             | Reinhold Begas                                              |
| 1900 | Musik       | -                                                                           | nicht zustande gekommen                                     |
| 1903 | Geschichte  | Ernst Ludwig Dümmler, Siegmund Riezler, Gerold Meyer von Kronau             | H. Hauck, Heinrich Friedjung                                |
| 1906 | Naturg.     | Hugo von Seeliger, Max Verworn, Adolf von Baeyer (?)                        | Ludwig Boltzmann                                            |
| 1909 | Malerei     | Norbert Schrödl, Hermann Knackfuß, Julius Bergmann                          | Ludwig Knaus                                                |
| 1912 | Literatur   | Ludwig Fulda, Rudolf Presber, Wilhelm Brambach (Mitglied Stiftungsvorstand) | Herbert Eulenberg, Wilhelm Schmidtbonn                      |
| 1914 | Philosophie | Wilhelm Wundt                                                               | Theodor Lipps                                               |
| 1917 | Mathematik  | Leo Königsberger, Felix Klein, Max Noether                                  | Albert Einstein, David Hilbert                              |
| 1921 | Plastik     | Georg Kolbe, Karl Albicker                                                  | Gaul (August Gaul?)                                         |